# Misses
| Recensione                        | Giudizio |
| --------------------------------- | -------- |
| AllMusic                          | [ 1 ]    |
| The New Rolling Stone Album Guide | [ 2 ]    |

Misses è un CD raccolta di Joni Mitchell, pubblicato dalla casa discografica Reprise Records nell'ottobre del 1996.

## Tracce
Brani composti da Joni Mitchell, eccetto Centerpiece composto da Johnny Mandel e Jon Hendricks.
1. Passion Play (When All the Slaves Are Free) – 5:23 – Tratto dall'album: Night Ride Home (1991)
2. Nothing Can Be Done – 4:51 – Tratto dall'album: Night Ride Home (1991)
3. A Case of You – 4:23 – Tratto dall'album: Blue (1971)
4. The Beat of Black Wings – 5:24 – Tratto dall'album: Chalk Mark in a Rain Storm (1988)
5. Dog Eat Dog – 4:42 – Tratto dall'album: Dog Eat Dog (1985)
6. The Wolf That Lives in Lindsey – 6:35 – Tratto dall'album: Mingus (1979)
7. The Magdalene Laundries – 4:03 – Tratto dall'album: Turbulent Indigo (1994)
8. Impossible Dreamer – 4:31 – Tratto dall'album: Dog Eat Dog (1985)
9. Sex Kills – 3:56 – Tratto dall'album: Turbulent Indigo (1994)
10. The Reoccurring Dream – 3:04 – Tratto dall'album: Chalk Mark in a Rain Storm (1988)
11. Harry's House / Centerpiece – 6:47 – Tratto dall'album: The Hissing of Summer Lawns (1975)
12. The Arrangement – 3:34 – Tratto dall'album: Ladies of the Canyon (1970)
13. For the Roses – 3:43 – Tratto dall'album: For the Roses (1972)
14. Hejira – 6:42 – Tratto dall'album: Hejira (1976)

## Musicisti
Passion Play (When All the Slaves Are Free)
- Joni Mitchell - chitarra acustica, voce
- Bill Dillon - chitarra
- Larry Klein - basso, percussioni
- Alex Acuña - batteria

Nothing Can Be Done
- Joni Mitchell - chitarra acustica, tastiere, voce
- Bill Dillon - chitarra
- Larry Klein - basso, tastiere
- David Baerwald - voce
- Alex Acuña - percussioni

A Case of You
- Joni Mitchell - dulcimer, voce
- James Taylor - chitarra

The Beat of Black Wings
- Joni Mitchell - tastiere, drum programming, voce
- Larry Klein - basso
- Manu Katché - talking drums, percussioni
- Benjamin Orr - accompagnamento vocale, cori

Dog Eat Dog
- Joni Mitchell - voce
- Larry Klein - basso, tastiere
- Michael Landau - chitarre
- Vinnie Colaiuta - batteria, drum samples
- Michael Fisher - percussioni (percussion samples)
- James Taylor - accompagnamento vocale, cori
- Don Henley - accompagnamento vocale, cori

The Wolf That Lives in Lindsey
- Joni Mitchell - chitarra, voce
- Don Alias - batteria
- Emil Richards - percussioni

The Magdalene Laundries
- Joni Mitchell - chitarra, tastiere, voce
- Larry Klein - basso

Impossible Dreamer
- Joni Mitchell - tastiere, voce
- Larry Klein - basso
- Wayne Shorter - sassofono soprano
- Alex Acuña - batá
- Michael Landau - chitarre
- Vinnie Colaiuta - batteria, drum samples
- Michael Fisher - percussioni samples

Sex Kills
- Joni Mitchell - chitarra, tastiera, percussioni, voce
- Larry Klein - basso, percussioni
- Michael Landau - chitarra elettrica

The Reoccurring Dream
- Joni Mitchell - tastiere, collage, voce
- Larry Klein - basso
- Michael Landau - chitarra
- Manu Katché - batteria

Harry's House / Centerpiece
- Joni Mitchell - chitarra, voce
- Joe Sample - tastiere
- Robben Ford - chitarra
- Chuck Findley - tromba
- Max Bennett - basso
- John Guerin - batteria

The Arrangement
- Joni Mitchell - pianoforte, voce

For the Roses
- Joni Mitchell - chitarra, voce

Hejira
- Joni Mitchell - voce
- Abe Most - clarinetto
- Jaco Pastorius - basso
- Bobbye Hall - percussioni